# Рыбная пятница

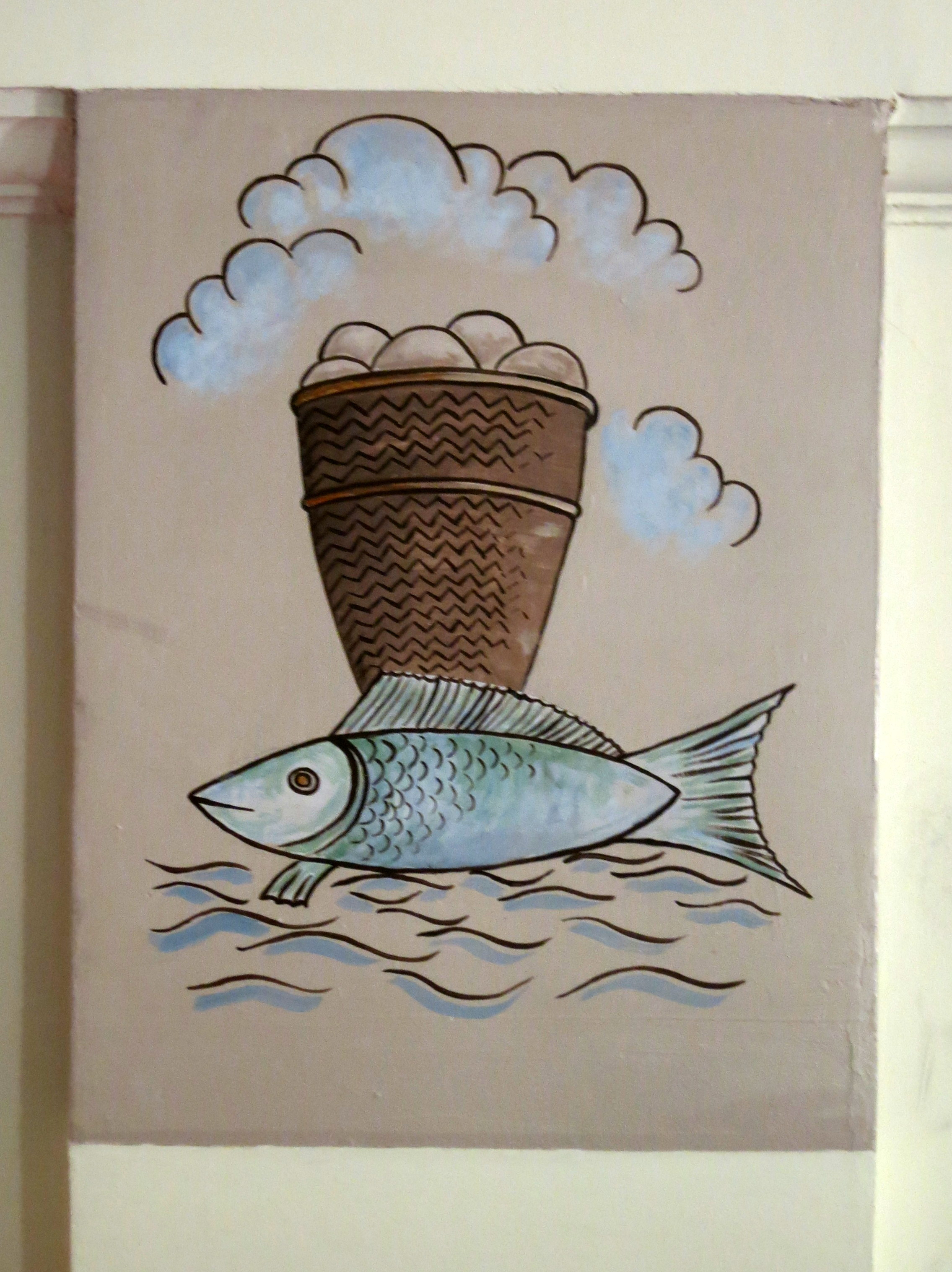
Изображение рыбы и хлебов на стене католической церкви Святого Антония

Рыбная пятница — католическая традиция воздерживаться от мяса млекопитающих; рыбный день, выпадающий на пятницу.

## История
Практика поста появилась в раннем христианстве из иудаизма, где постились по понедельникам и четвергам; сообщение о христианском посте по средам и пятницам для подчёркивания отличий от иудеев имеется в Дидахе (8.1). Как и в иудаизме, в христианстве в постные пятницы разрешалось употреблять рыбу, однако монастырский устав современной Русском православной церкви не включает в постные пятницы рыбу в разрешённые продукты, ограничиваясь сухоядением. Пятничный пост должен напоминать верующим о страданиях Христа: считается, что его распяли в пятницу.
В то же время уложение папы Бенедикта XII, вышедшее в 1366 году, свидетельствует о том, что монахи часто ели мясо у себя в кельях; для борьбы с этим Бенедикт постановил, что не менее половины жителей каждого монастыря должны принимать пищу в столовой.
Потребность в рыбе росла с распространением христианства и ужесточением требований к постам; к XV столетию европейские рыбаки активно искали новые места для лова, периодически заплывая к побережью Ньюфаундленда и других регионов Северной Америки. В следующие несколько столетий в Ньюфаундленд летом направлялись рыбаки и работники, солившие улов; вплоть до XVII века они не предпринимали попыток осесть на месте.
После Реформации в некатолическом западном христианстве были упразднены посты, что сильно ударило по рыболовецкому промыслу. Англиканский архиепископ Кранмер выпустил в 1548 году «Уложение о воздержании от плоти во время Великого поста», в котором сообщалось, что протестантам всё равно следует заменять мясо на рыбу в постные дни. Уложение было согласовано с королём-протестантом Эдуардом VI. Эдуард также выпустил указ, запрещающий продажу мяса по постным дням в тавернах. Аналогичные указы, устанавливавшие наказания за продажу мяса по пятницам, появлялись в правление Якова I.
В 1966 году папское уложение Paenitemini разрешило заменять отказ от мяса другими формами воздержания, кроме как на Пепельную среду и пятницы Великого поста; в 2011 году Конференция католических епископов Англии и Уэльса вернула требование поститься все обычные дни.

## Влияние на гастрономию

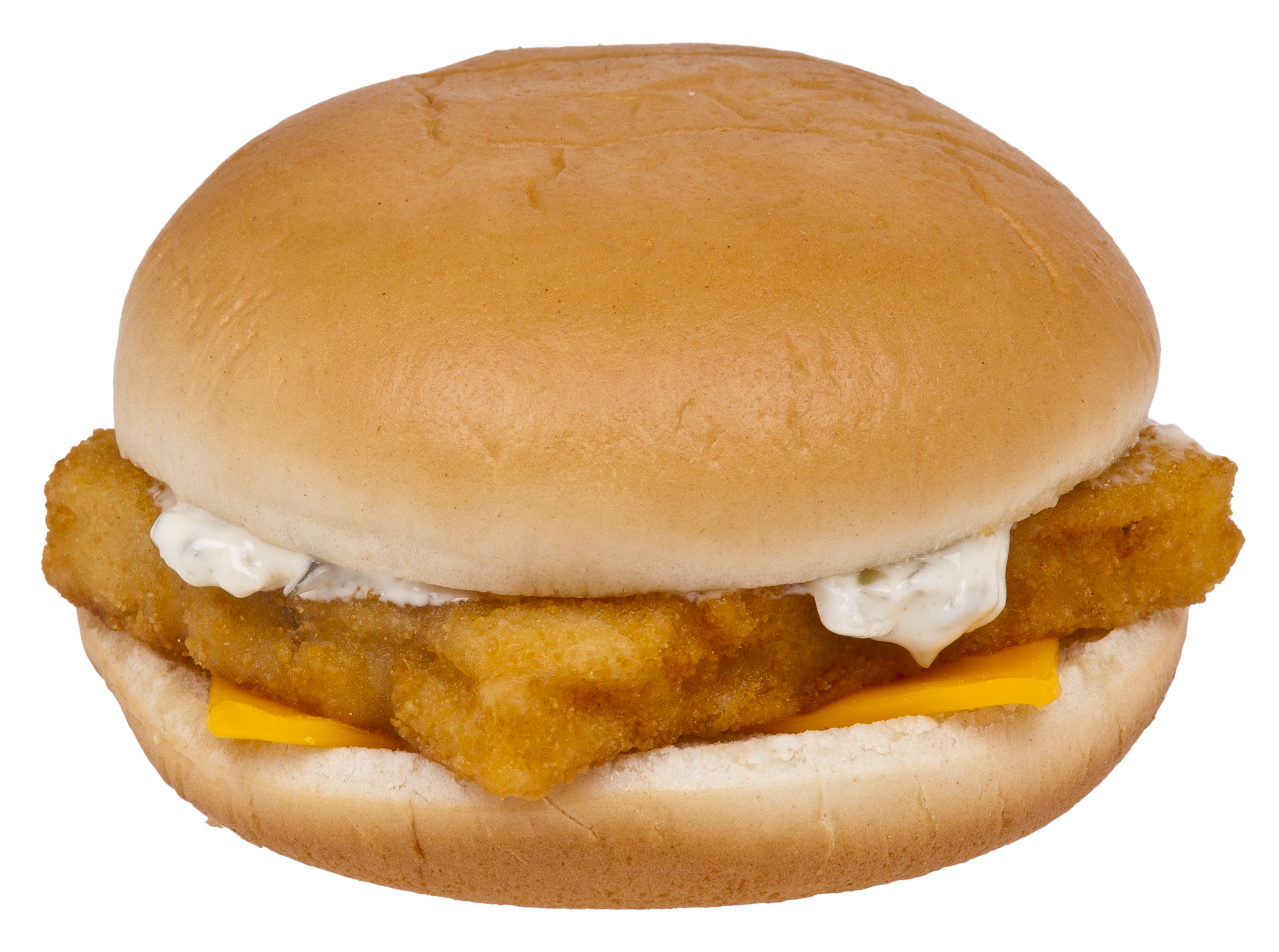
Филе-о-фиш из Макдональдса

Рыбные пятницы были причиной появления Филе-о-фиш в McDonald’s: Лу Гроэн, владелец одного из ресторанов, расположенного в католическом районе Цинциннати, добавил в меню рыбный бутерброд, чтобы подстегнуть пятничные продажи. Глава McDonald’s, Рэй Крок, сперва нагрубил Гроэну, а затем предложил другой вариант бутерброда, в котором будут сыр и жареный ананас; публика, однако, предпочла изобретение Гроэна, Филе-о-фиш стал одним из популярных блюд ресторана.